# José Águas
Pour les articles homonymes, voir Águas.
José Pinto Carvalho dos Santos Águas était un footballeur portugais né le 9 novembre 1930 à Lobito (Angola) et mort le 10 décembre 2000 à Lisbonne. Il évoluait au poste d'attaquant centre.

## Biographie
Né dans une famille blanche d'Angola, José Águas est engagé par le Benfica Lisbonne en 1950.
Il est capitaine du Benfica avec qui il remporte deux Coupes des clubs champions en 1961 et 1962.
Ce redoutable buteur, international portugais (25 sélections, 11 buts), termine par 5 fois meilleur buteur du championnat du Portugal, championnat où il inscrira 290 buts en 282 matchs.
Son fils, Rui Águas, joue également pour Benfica et pour la sélection portugaise.
Sa fille, Lena D'Água, fait carrière dans la chanson.

## Statistiques générales
| Saison    | Club           | Matchs | Buts |
| --------- | -------------- | ------ | ---- |
| 1950-1963 | Benfica        | 384    | 379  |
| 1963-1964 | Austria Vienne | 7      | 2    |
| 1952-1962 | Portugal       | 25     | 11   |

## Statistiques en championnat
| Saison    | Club             | Montant | Division | Matches | Buts |
| --------- | ---------------- | ------- | -------- | ------- | ---- |
| 1950-1951 | Benfica Lisbonne |         | I        | 19      | 23   |
| 1951-1952 | Benfica Lisbonne |         | I        | 22      | 28   |
| 1952-1953 | Benfica Lisbonne |         | I        | 25      | 25   |
| 1953-1954 | Benfica Lisbonne |         | I        | 18      | 23   |
| 1954-1955 | Benfica Lisbonne |         | I        | 26      | 20   |
| 1955-1956 | Benfica Lisbonne |         | I        | 26      | 28   |
| 1956-1957 | Benfica Lisbonne |         | I        | 25      | 30   |
| 1957-1958 | Benfica Lisbonne |         | I        | 22      | 22   |
| 1958-1959 | Benfica Lisbonne |         | I        | 24      | 26   |
| 1959-1960 | Benfica Lisbonne |         | I        | 25      | 18   |
| 1960-1961 | Benfica Lisbonne |         | I        | 23      | 27   |
| 1961-1962 | Benfica Lisbonne |         | I        | 22      | 18   |
| 1962-1963 | Benfica Lisbonne |         | I        | 4       | 2    |
| 1963-1964 | Austria Vienne   |         | I        | 7       | 2    |

## Palmarès
- 25 sélections et 11 buts en équipe du Portugal entre 1952 et 1962
- Vainqueur de la Coupe d'Europe des clubs champions en 1961 et 1962.
- Meilleur buteur de la Coupe d'Europe des clubs champions en 1961, avec 11 buts.
- Champion du Portugal en 1955, 1957, 1960, 1961 et 1963
- Vainqueur de la Coupe du Portugal en 1955, 1957, 1959 et 1962
- Meilleur buteur du championnat du Portugal en 1952 (28 buts), 1956 (28 buts), 1957 (30 buts), 1959 (26 buts) et 1961 (27 buts)